# Mitch Talbot
Mitchell R. Talbot (Cedar City, 17 ottobre 1983) è un giocatore di baseball statunitense, free agent dal 2014.

## Minor League
Talbot venne selezionato al 2º giro del draft amatoriale del 2002 come 70a scelta dagli Houston Astros. Nel 2003 iniziò nella Appalachian League rookie con i Martinsville Astros finendo con 4 vittorie e 4 sconfitte, 2.83 di media PGL (ERA) in 12 partite tutte da lanciatore partente. Nel 2004 passò nella South Atlantic League singolo A con i Lexington Legends finendo con 10 vittorie e altrettante sconfitte, 3.83 di ERA in 27 partite tutte da partente, con un incontro giocato interamente.
Nel 2005 passò nella Carolina League singolo A avanzato con i Salem Avalanche finendo con 8 vittorie e 11 sconfitte, 4.34 di ERA in 27 partite, con un incontro giocato interamente senza subire punti, ottenne un premio individuale. Nel 2006 passò nella Texas League doppio A con i Corpus Christi Hooks finendo con 6 vittorie e 4 sconfitte, 3.39 di ERA e una salvezza su un'opportunità in 18 partite di cui 17 da partente. Il 12 luglio venne ceduto insieme a Ben Zobrist ai Tampa Bay Rays in cambio di Aubrey Huff e soldi. Giocò nella Southern League doppio A con i Montgomery Biscuits finendo con 4 vittorie e 3 sconfitte, 1.90 di ERA in 10 partite tutte da partente, ottenendo un premio.
Nel 2007 passò nella International League (INT) triplo A con i Durham Bulls finendo con 13 vittorie e 9 sconfitte, 4.53 di ERA in 29 partite tutte da partente con un incontro giocato interamente senza subire punti. Nel 2008 sempre con i Bulls finì con 13 vittorie e 9 sconfitte, 3.86 di ERA in 28 partite tutte da partente con un incontro giocato interamente.
Nel 2009 giocò nella Gulf Coast League rookie con i GCL Rays finendo con 0.82 di ERA in 4 partite tutte da partente. Poi giocò con i Bulls finendo con 4 vittorie e altrettante sconfitte, 4.47 di ERA in 10 partite tutte da partente. Giocò nella Florida State League singolo A avanzato con i Charlotte Stone Crabs finendo con 0.00 di ERA in una singola partita da partente. Il 21 dicembre venne ceduto ai Cleveland Indians per il giocatore Kelly Stoppach. Nel 2010 giocò nella New York-Penn League singolo A breve stagione con i Mahoning Valley Scrappers finendo con 3.00 di ERA in una singolo partita da partente.
Nel giocò nella (INT) con i Columbus Clippers finendo con 4 vittorie e 2 sconfitte, 4.26 di ERA e nessuna salvezza su una opportunità in 13 partite di cui 7 da partente. Il 17 gennaio 2013 firmò con i Miami Marlins giocò nella Gulf Coast League rookie con i GCL Marlins finendo con una vittoria e una sconfitta, 2.25 di ERA in due partite di cui una da partente. Poi giocò nella Pacific Coast League triplo A con i New Orleans Zephyrs finendo con una vittoria e nessuna sconfitta, 0.00 di ERA in una singola partita da partente. Il 5 agosto venne svincolato. Passò ai New York Mets giocando nella (INT) con i Las Vegas 51s.

## Major League

### Tampa Bay Rays (2008)
Debuttò nella MLB il settembre 2008 contro i Boston Red Sox. Chiuse la stagione con 11.17 di ERA in 3 partite di cui una da partente.

### Cleveland Indians (2010-2011)
Nella stagione 2010 con gli Indians chiuse con 10 vittorie e 13 sconfitte, 4.41 di ERA in 28 partite tutte da partente, con un incontro completato interamente. Nel 2011 chiuse con 2 vittorie e 6 sconfitte, 6.64 di ERA in 12 partite tutte da partente.

## Stili di lancio
Talbot generalmente effettua 4 tipi di lanci:
- Sinker (90 mph orarie di media)
- Cutter (90 miglia)
- Change (80 mph)
- Curve (84 mph).

## Vittorie e premi
- MiLB.com Miglior performer dei playoff della Southern League con i Montgomery Biscuits (29/11/2006)
- Lanciatore della settimana della International League con i Durham Bulls (28/05/2007)
- Lanciatore della settimana della Carolina League con i Salem Avalanche (31/05/2005).

## Numeri di maglia indossati
- nº 51 con i Tampa Bay Rays (2008)
- nº 51 con i Cleveland Indians (2010-2011).